# Paneuropa-Union

Flagge der Paneuropa-Union

Die Paneuropa-Union (alternative Schreibweise Paneuropaunion) wurde 1922 gegründet und ist damit die älteste noch bestehende europäische Einigungsbewegung. Sie hatte den historischen Sitz in ihrem Zentralbüro in der Wiener Hofburg und gilt als Panbewegung. Die Paneuropa-Union tritt im Sinne des europäischen Föderalismus für ein politisch und wirtschaftlich geeintes, demokratisches und friedliches Europa auf Grundlage des christlich-abendländischen Wertefundaments ein.
Politisch wurde die Vereinigung seit 1933 in Deutschland und ab 1938 auch in Österreich durch die Nationalsozialisten verfolgt und gleichsam ausgelöscht. Sie versank danach in der Bedeutungslosigkeit und wurde nach dem Tod von Richard Nikolaus Coudenhove-Kalergi 1972 zu einem weitgehend einflusslosen Honoratiorenverband.
Mit der Übernahme der Leitung durch Otto von Habsburg im Jahr 1973 blieb der Führungsanspruch des ehemaligen österreichischen Adels in der Bewegung erhalten und das politische Spektrum der Verbandsmitglieder beschränkte sich zunehmend auf das stark konservative Lager.

## Verbreitung
Die Paneuropa-Union ist eine der größten Europaorganisationen und hatte im Jahr 2016 Mitgliederorganisationen in:
- Albanien
- Andorra
- Belgien
- Bosnien-Herzegowina
- Bulgarien
- Deutschland
- Estland
- Finnland
- Frankreich
- Italien
- Kosovo
- Kroatien
- Lettland
- Luxemburg
- Nordmazedonien
- Österreich
- Polen
- Rumänien
- San Marino
- Serbien
- Slowakei
- Slowenien
- Spanien
- Schweden
- Schweiz
- Tschechische Republik
- Ungarn

## Geschichte und politisches Wirken
Die Vereinigung wurde 1922 von Richard Coudenhove-Kalergi unter dem Eindruck der Schrecken des Ersten Weltkriegs gegründet. 1923 kam es zur Besetzung des Ruhrgebiets durch französische und belgische Truppen. Als Maßnahme zur Deeskalation unterstützten europäisch interessierte Unternehmer die Paneuropa-Union. Als erster spendete der deutsche Bankier Max M. Warburg. Um eine regelmäßige Förderung zu leisten, gründete man eine Paneuropa-Fördergesellschaft unter dem Vorsitz von Robert Bosch. In ihrem Vorstand saßen ferner der Generaldirektor der Deutschen Linoleum-Werke, Richard Heilner, das Aufsichtsratsmitglied der IG Farbenindustrie, Wilhelm Ferdinand Kalle, und Hermann Bücher, Geschäftsführer beim Reichsverband der Deutschen Industrie und späterer AEG-Vorstand.

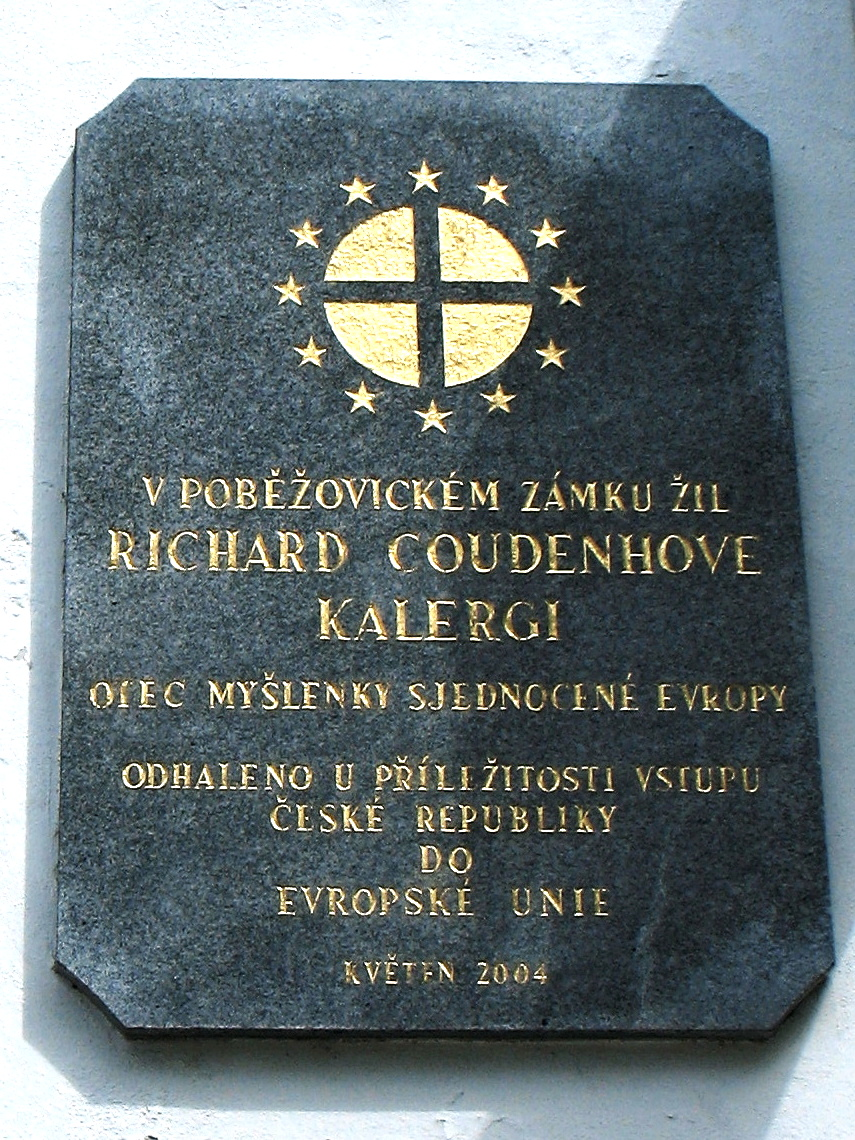
Gedenktafel am Eingang des Schlosses Poběžovice in Westböhmen

Mit seinem 1923 erschienenen Buch Pan-Europa brachte Coudenhove-Kalergi eine Welle der Gründung von Netzwerken für europäische Verständigung ins Rollen (z. B. Paneuropa-Bewegung, Verband für europäische Verständigung). Er forderte eine europäische Monroe-Doktrin nach dem Motto „Europa den Europäern!“ Coudenhove-Kalergi gründete 1924 die Zeitschrift Pan-Europa und rief einen Verein ins Leben, wofür ihm auf Fürsprache des tschechoslowakischen Präsidenten Tomas Masaryk der österreichische Bundeskanzler Ignaz Seipel Räumlichkeiten in der Wiener Hofburg zur Verfügung stellte. 1927 entstand dann unter dem Dach der Paneuropa-Union noch ein „Deutsch-französisches Wirtschaftskomitee“ aus Unternehmern beider Länder, die sich hier mit dem Ziel eines wirtschaftlichen europäischen Wiederaufbaus zusammentaten.
Der deutsche Außenminister Gustav Stresemann unterstützte die Paneuropa-Idee ebenso wie der französische Ministerpräsident Aristide Briand. Spätere Unterstützer waren Winston Churchill, Robert Schuman und Konrad Adenauer. Die österreichische Sektion, die durch Bereitstellung von Ressourcen tatkräftig gefördert wurde, wurde damals von Karl Renner und Ignaz Seipel angeführt. Als Unterstützer der Paneuropa-Union traten auch Albert Einstein und Thomas Mann schon 1925 für die Schaffung der Vereinigten Staaten von Europa ein. Weitere Förderer und Unterstützer der Paneuropa-Union waren Carl Bosch, Benedetto Croce, Sigmund Freud, Gerhart Hauptmann, Hugo von Hofmannsthal, Selma Lagerlöf, José Ortega y Gasset, Max Reinhardt, Rainer Maria Rilke, Arthur Schnitzler, Richard Strauss, Franz Werfel und Stefan Zweig. Als historische Mitglieder und Förderer sind auch Salvador de Madariaga, Charles de Gaulle, Konrad Adenauer, Alfons Goppel, Franz Josef Strauß, Bruno Kreisky und Georges Pompidou anzuführen. Im Gegensatz zum 1924 gegründeten „Komitee für die Interessensgemeinschaft der europäischen Völker“ (später auch Bund für Europäische Cooperation) vertrat die Paneuropa-Idee aber eine Einigung Europas ohne Großbritannien und die UdSSR. Gemäß Karl Popper waren es damals in Europa liberale Internationalisten, die nach dem Zusammenbruch der alten Ordnung nach dem Ersten Weltkrieg gegen den aufkommenden „narrow-minded tribalism“ (engstirnigen Tribalismus) und den Totalitarismus ankämpften. 1926 bildeten sich in Budapest und Warschau nationale Paneuropa-Komitees unter Beteiligung zahlreicher Intellektueller.

Von 3. bis 6. Oktober 1926 tagte in Wien der erste Paneuropa-Kongress. Ungefähr 2.000 Delegierte aus 24 Staaten nahmen an diesem Treffen teil. Die Delegierten wählten Coudenhove-Kalergi zum Präsidenten der Union. Das Ehrenpräsidium bestand aus Edvard Beneš, dem Außenminister der Tschechoslowakei, Joseph Caillaux, dem späteren französischen Finanzminister, Paul Löbe, dem deutschen Reichstagspräsidenten, Francesco Nitti, dem ehemaligen Ministerpräsidenten Italiens, Nicolaos Politis, dem ehemaligen griechischen Außenminister, und dem mehrmaligen österreichischen Bundeskanzler Ignaz Seipel. Auf diesem Kongress stellte Coudenhove-Kalergi sein politisches Programm vor: Abbau der Grenzen zwischen europäischen Staaten, Schaffung eines europäischen Staatenbundes, Gleichberechtigung und Verständigung unter den Völkern als Voraussetzung für Frieden, Freiheit und Wohlstand. 1927 beschäftigte sich Ludwig von Mises ausführlich zustimmend mit der Paneuropa-Idee, wobei er einen Staatenbund begrüßte, jedoch die Zollschranken und allfällige europäische Weltmachtpolitik ablehnte.

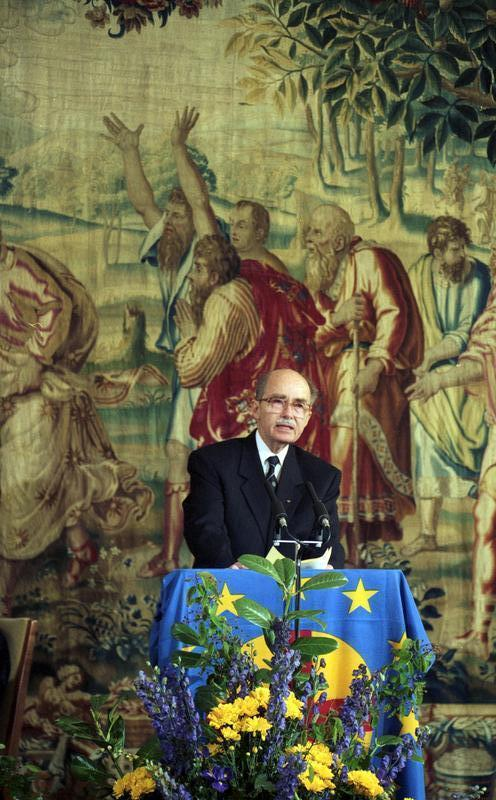
Otto von Habsburg 1991 bei der Verleihung des Coudenhove-Kalergi-Preises der Paneuropa-Union an Helmut Kohl

In Deutschland fand die Paneuropa-Idee ihre wichtigste Basis bei den Parteien der Weimarer Koalition, verfügte aber niemals über eine Mehrheit in der Öffentlichkeit. 1930 gab es einen zweiten Paneuropa-Kongress in Berlin, 1932 in Basel und 1935 in Luzern, wobei die meisten Regierungen und Medien die Paneuropa-Bewegung sehr positiv bewerteten. In Frankreich ließen sich vor allem die linksliberalen Radikalen, an der Spitze Edouard Herriot, für das Konzept einnehmen. Der von Herriot auch unter Eindruck der Paneuropa-Idee eingeleitete Wandel führte dann unter Aristide Briand im Oktober 1925 zum Abschluss der Verträge von Locarno. Bemerkenswert ist auch, dass die meisten Paneuropäer in beiden Ländern sich für eine Mitgliedschaft Großbritanniens in den zu schaffenden Vereinigten Staaten von Europa aussprachen. In Großbritannien blieb das Echo aber sehr verhalten. Anders als in Frankreich und Deutschland schaffte es die Paneuropa-Idee im Vereinigten Königreich nicht einmal auf die Titelseite einer Zeitung. 1935 gab es in Wien noch einen Paneuropa-Kongress, wo die Möglichkeit eines Defensiv-Blockes bzw. Donau-Europas besprochen wurde. Zur Realisierung des Staatenbundes kam es nie, aber Coudenhove-Kalergi warnte fortwährend eindringlich vor dem Nationalsozialismus, Antisemitismus und Bolschewismus und attackierte deren Geisteshaltung.
In Deutschland wurde die Bewegung 1933 von den Nationalsozialisten verboten und erst nach dem Zweiten Weltkrieg wiedergegründet. Mit dem Anschluss Österreichs war Coudenhove-Kalergis Projekt vorläufig am Ende. Er floh im März 1938 aus Österreich und die Nationalsozialisten beschlagnahmten sein Zentralbüro in der Wiener Hofburg. 1945 gelangten die Unterlagen als Beuteakten nach Moskau. Ein Paneuropäischer Kongress in New York im März 1943 bewirkte eine Zusammenführung der verstreuten paneuropäischen Exilanten.
Nach dem Zweiten Weltkrieg unterstützte die Paneuropa-Union aktiv die europäische Integration. Gleichzeitig übte sie Kritik an der einseitig wirtschaftlichen Ausrichtung und dem technokratischen Funktionalismus der sich bildenden Institutionen. Auch das christlich-konservative Profil der Paneuropäer grenzte sie von anderen proeuropäischen Organisationen ab. Churchill nannte 1946 in seiner oft zitierten Rede in Zürich die Paneuropaidee als Vorbild und warb für einen europäischen Staatenbund. Als Spin-off zur Paneuropa-Union gründete Coudenhove-Kalergi 1947 die Europäische Parlamentarier-Union, die 1949 bei der Schaffung des Europarates die Einrichtung einer Parlamentarischen Versammlung durchsetzte. Damit war der europäische Parlamentarismus geboren. 1965 kam es zum Bruch mit der Europäischen Bewegung, als diese sich während des französischen Präsidentschaftswahlkampfes offen für den sozialistischen Herausforderer François Mitterrand aussprach, während die Paneuropa-Union den konservativen Charles de Gaulle unterstützte.
Für den Gründer der Paneuropa-Union Richard Coudenhove-Kalergi gab es zwischen 1931 und 1965 43 vergebliche Nominierungen für den Friedensnobelpreis.
Ab 1972 war Otto von Habsburg Präsident der Vereinigung. Er gestaltete diese erfolgreich zu einer Organisation um, die auch das im Ost-West-Konflikt „vergessene“ Mitteleuropa zum Thema machte. 1975 gründete Bernd Posselt die Paneuropa-Jugend Deutschland; deren jetziger Vorsitzender ist Franziskus Posselt. Habsburg und die Paneuropa-Union förderten die Zusammenarbeit beidseits des Eisernen Vorhangs und knüpften Kontakte zu Bürgerrechtsorganisationen wie der Gewerkschaft Solidarność oder der Charta 77 und kirchlichen Institutionen in Polen, Ungarn, dem damaligen Jugoslawien und der Tschechoslowakei sowie im Baltikum. Otto von Habsburg richtete die Paneuropa-Union wieder als europaweite Breitenbewegung aus. Neben der französischen, der belgischen oder luxemburgischen Sektion spielten die Paneuropa-Bewegung Österreich und die Paneuropa-Union Deutschland an der Schnittstelle des Eisernen Vorhangs eine immer größere Rolle.
Während des Kalten Krieges nahm die Vereinigung eine offensive Haltung gegenüber den sozialistischen Staaten Osteuropas ein und unterstützte dortige Oppositionsbewegungen. Es wurden Untergrundgruppen der Paneuropa-Union gebildet, die in diesen Ländern am Sturz des sozialistischen Systems mitarbeiteten. So wurde zum Beispiel die Paneuropa-Union Böhmen und Mähren noch vor der Samtenen Revolution von ihrem späteren Präsidenten Rudolf Kučera gegründet.
Weltweite Beachtung fand auch das am 19. August 1989 von ihr mitorganisierte Paneuropäische Picknick bei Sopron, das 661 DDR-Bürger zur Ausreise über die ungarisch-österreichische Grenze nutzten. Das Picknick gilt als wesentlicher Meilenstein der Vorgänge, die zum Ende der DDR und zur deutschen Wiedervereinigung führten. Schirmherren waren Otto von Habsburg und der ungarische Staatsminister und Reformer Imre Pozsgay. Diese sahen im geplanten Picknick eine Chance, die Reaktion Gorbatschows auf eine Grenzöffnung am Eisernen Vorhang zu testen.
Nach dem Zusammenbruch der kommunistischen Diktaturen in Osteuropa galt das Hauptaugenmerk zunächst der Herausführung der bestehenden Untergrundgruppen in die Legalität sowie dem Aufbau neuer Länder-Organisationen. Heute stellt die Osterweiterung der Europäischen Union einen Arbeitsschwerpunkt dar. Mitteleuropäische Spitzenpolitiker wie Václav Havel in der Tschechischen Republik, Vitautas Landsbergis in Litauen oder France Bucar in Slowenien unterstützen die Paneuropa-Arbeit in ihren Ländern und haben teilweise führende Funktionen wahrgenommen. In allen Ländern Mittel- und Osteuropas sind Paneuropa-Organisationen entstanden. Im Dezember 1990 tagte die Internationale Generalversammlung der Paneuropa-Union in Prag erstmals wieder in einem Land des ehemaligen Ostblocks. Die Paneuropa-Union setzte sich dabei aktiv für einen schnellen Beitritt der Länder Mittel- und Osteuropas zur Europäischen Union ein, der am 1. Mai 2004 mit dem Beitritt Polens, Ungarns, Tschechiens, der Slowakei, Estlands, Lettlands, Litauens und Sloweniens in einer ersten Phase Wirklichkeit wurde. Die Paneuropa-Union setzte sich darüber hinaus aktiv für den Beitritt Rumäniens, Bulgariens, der zum 1. Januar 2007 erfolgte, sowie für den schnellen Beitritts Kroatiens und Makedoniens zur Europäischen Union ein.
Präsident der Vereinigung war bis 2004 Otto von Habsburg, der anschließend bis zu seinem Tode 2011 internationaler Ehrenpräsident war. Neuer internationaler Präsident seit 2004 ist der Vorsitzende der französischen Paneuropa-Union, Alain Terrenoire.
Deutscher Präsident ist der ehemalige CSU-Europa-Abgeordnete Bernd Posselt. Seine Amtsvorgänger waren der langjährige Vizepräsident des Europäischen Parlamentes und spätere Generalanwalt beim Europäischen Gerichtshof, Siegbert Alber, sowie der frühere bayerische Ministerpräsident Alfons Goppel.
Zur 90-Jahr-Feier des ersten Paneuropa-Kongresses von 1926 gab es im Oktober 2016 in Wien einen internationalen Paneuropa-Kongress hinsichtlich bisheriger und zukünftiger Methoden und Wege der europäischen Einigung mit Reden von unter anderen dem Staatspräsidenten von Mazedonien Gjorge Ivanov, dem Staatspräsidenten von Albanien Bujar Nishani, dem Staatspräsidenten des Kosovo Hashim Thaçi und Karl Habsburg.

## Programm

Flagge der Paneuropa-Union bei ihrer Gründung 1922

Variante mit dem Radkreuz in der Gösch

Das erste Programm war das Paneuropäische Manifest, das Richard Coudenhove-Kalergi selbst verfasste und 1923 veröffentlichte. Darin propagierte er, dass die Entwicklung der Nationalstaaten mit dem Ersten Weltkrieg an einem toten Punkt angelangt sei. Wenn die Staaten Europas sich nicht einander öffnen und ihre Streitigkeiten beilegen würden, dann würden sie von den USA und der Sowjetunion überflügelt werden oder sich in einem erneuten Weltkrieg gegenseitig vernichten. Als Ausweg schlug er den Abschluss eines Paneuropäischen Paktes vor. Im Paneuropäischen Manifest beschrieb er auch die damalige Flagge der Paneuropa-Union, die eine goldene Sonne (Symbol für die Aufklärung) mit rotem Radkreuz (Symbol für die Menschlichkeit) auf blauem Hintergrund zeigte. Nach der Gründung des Europarates und der Europäischen Union wurde diese durch einen Kreis aus zwölf Sternen ergänzt.
Mit dem Bamberger Programm von 1996 wurden die Zielsetzungen der neuen politische Lage in Europa angepasst. Danach setzt sich die Paneuropa-Union für die Einigung Europas auf der Basis weitreichender Volksgruppen- und Minderheitenrechte sowie des Rechtes auf die Heimat ein. Dieses Europa soll zu „einer politisch nach außen und innen voll handlungsfähigen Einheit“ weitergebildet werden, die „keiner fremden Macht untergeordnet ist“. Sie befürwortet ein „selbstbewusstes Handeln der Europäischen Union in der internationalen Politik“ im Rahmen eines militärisch geeinten Europa, das „überall in der Welt für seine Interessen und für die Ideale der Freiheit und der Menschenrechte eintritt“.
Weiter erstrebt die Vereinigung ein Europa auf Basis des Christentums und kämpft laut eigenem Programm gegen „alle Tendenzen, die die geistige und moralische Kraft Europas zerstören“, wie „Nihilismus, Atheismus und einen unmoralischen Konsumismus“. Diese konservative Grundhaltung kommt ebenfalls in der Definition der Familie als „natürliche Gemeinschaft“ sowie in der Ablehnung von Abtreibung, Euthanasie und Genmanipulation zum Ausdruck.
Die deutsche Paneuropa-Union steht der CSU sowie den Vertriebenenverbänden nahe. Im Gegensatz zu einigen anderen konservativen Organisationen ist sie jedoch klar pro-europäisch und EU-freundlich.

## Prominente Mitglieder

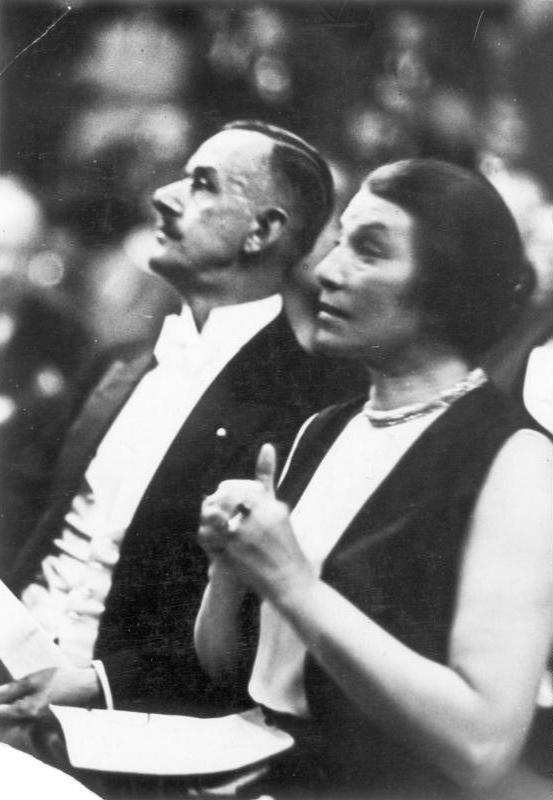
Thomas Mann und Ida Roland, Ehefrau des Gründers der Union Richard Coudenhove-Kalergi, bei einer Paneuropa-Kundgebung in der Berliner Singakademie (1930)

Als historische Mitglieder führt die Paneuropa-Union unter anderem folgende Personen an:
- Konrad Adenauer
- Raymond Barre
- Edvard Beneš
- Aristide Briand
- Joseph Caillaux
- Richard Coudenhove-Kalergi
- Albert Einstein
- Charles de Gaulle
- Alfons Goppel
- Otto von Habsburg
- Bruno Kreisky
- Paul Löbe
- Salvador de Madariaga
- Thomas Mann
- Georges Pompidou
- Karl Renner
- Kurt Schuschnigg
- Ignaz Seipel
- Franz Josef Strauß
- Gustav Stresemann
- Franz Werfel

## Verfolgung im Nationalsozialismus
Der Völkische Beobachter hielt schon 1928 die Paneuropaidee für Landesverrat, und die Deutsche Allgemeine Zeitung warf 1929 der Paneuropa-Bewegung vor, Deutschland versklaven zu wollen. Die Nationalsozialisten, die den Begründer der Paneuropa-Bewegung Coudenhove-Kalergi nach ihrer Ideologie als „Mischling“ bezeichneten und ihn auch auf Grund der politischen Inhalte seiner Schriften 1938 zur Auswanderung zwangen, verboten die Paneuropa-Union im Jahr 1933. Otto von Habsburg wurde steckbrieflich gesucht und ebenso ins Exil gezwungen, da er sich weigerte, Hitler persönlich zu treffen, und der NS-Ideologie ablehnend gegenüberstand. Die paneuropäische Idee stand in klarem Kontrast zur Rassenlehre Alfred Rosenbergs und völkischem Gedankengut. Coudenhove-Kalergi wurde aufgrund seiner Zugehörigkeit zu den Freimaurern diffamiert, und Mitglieder der Paneuropa-Union wurden in Konzentrationslager deportiert.

## Verfolgung in sozialistischen Systemen
Sozialistische Diktaturen wie die DDR und die Sowjetunion bekämpften die Paneuropa-Bewegung als „rechtskonservativ und monarchistisch“. Die DDR-Führung sah in der Paneuropa-Bewegung, die eine klare Haltung gegen die Unterdrückung der Freiheit in der Sowjetunion und in deren Satellitenstaaten einnahm, ihr Feindbild des Kapitalismus und des Chauvinismus und eine Bedrohung für ihren Staat (Paneuropa-Picknick). Die Paneuropa-Union, die Paneuropa-Jugend und das Brüsewitz-Zentrum standen danach unter ständiger Beobachtung des Ministeriums für Staatssicherheit der DDR. Insbesondere ihre christliche und konservative Ausrichtung machten sie zur Zielscheibe für Repression. Der europäischen Einigung, dem Kernanliegen der PEU, stand die SED äußerst skeptisch gegenüber.
In der Tschechoslowakei gründete der Politologe Rudolf Kučera 1984 im Untergrund die PEU-Sektion Böhmen und Mähren, welche die Zeitschrift Střední Evropa (Mitteleuropa) zunächst im Samisdat publizierte.

## Rezeption nach 1945
Die Europa-Union Deutschland grenzte sich in den 1950er-Jahren von der Paneuropa-Union ab. Meinungsunterschiede zwischen den beiden föderalistischen Bewegungen bestanden vor allem wegen der transatlantischen Ausrichtung der Europa-Union, während die PEU eher den Standpunkt des Gaullismus vertrat. Heutzutage sind diese Unterschiede jedoch kaum noch spürbar. Jedoch spielt in der Programmatik der PEU im Gegensatz zur Europa-Union zumindest im deutschsprachigen Raum die Berufung auf das Christentum und „christliche Werte“ eine große Rolle (siehe oben).
Der Journalist Stefan Mayr charakterisiert sie 2010 in der Süddeutschen Zeitung als „erzkonservativ“. Vanessa Conze (und mit ihr die Bundeszentrale für politische Bildung) schätzt sie als konservative Kraft ein und beschreibt Otto von Habsburg als „rechtskonservativen Politiker“. Bis heute sei die PEU „eine der größten Europaorganisationen“.